# THE BEST OF DETECTIVE CONAN 3 ~명탐정 코난 테마곡집 3~
《THE BEST OF DETECTIVE CONAN 3 ~명탐정 코난 테마곡집3~》는 아오야마 고쇼 원작의 TV 애니메미션 《명탐정 코난》의 테마곡집 제3탄. 

## 내용
- 애니메이션 《명탐정 코난》의 테마곡집 제3탄.
- 수록곡은 14번째 오프닝부터 9곡, 19번째 엔딩부터 11곡, 극장판 주제가 5곡, 총 25곡으로 과거 최다로, 시리즈 첫 2세트 음반이다.
- 가사 카드 등의 구성이 전작에서 대폭으로 변경됐다. 또, 전작까지와 다르며, 코난 일행 들의 캐릭터의 그림이 많이 사용되고 있다.

## 수록곡

### DISC-1
| #   | 제목                                                                  | 작사                        | 작곡                  | 편곡                                              | 재생 시간 |
| --- | --------------------------------------------------------------------- | --------------------------- | --------------------- | ------------------------------------------------- | --------- |
| 1.  | 〈날개를 펼쳐〉 (ZARD)                                                | 사카이 이즈미               | 오다 테츠로           | 아카시 마사오                                     | 4:31      |
| 2.  | 〈7대양을 건너는 바람처럼〉 (아이우치 리나&사에구사 유카)             | 아이우치 리나&사에구사 유카 |                       | 하야마 타케시                                     | 3:53      |
| 3.  | 〈흔들림 없는 것 하나〉 (B'z)                                         | 이나바 코시                 | 마츠모토 타카히로     | 이나바 코시, 마츠모토 타카히로, 토쿠나가 아키히토 | 4:37      |
| 4.  | 〈여름을 기다리는 돛처럼〉 (ZARD)                                     | 사카이 이즈미               | 오노 아이카           | 하야마 타케시                                     | 4:33      |
| 5.  | 〈Dream×Dream〉 (아이우치 리나)                                       | 아이우치 리나               | 토쿠나가 아키히토     | corin.                                            | 5:17      |
| 6.  | 〈START〉 (아이우치 리나)                                             | 아이우치 리나               | 오노 아이카           | corin.                                            | 4:03      |
| 7.  | 〈별의 반짝임이여〉 (ZARD)                                            | 사카이 이즈미               | 오노 아이카           | 하야마 타케시                                     | 3:47      |
| 8.  | 〈Growing of my heart〉 (쿠라키 마이)                                 | 쿠라키 마이                 | 오노 아이카           | 하야마 타케시                                     | 4:25      |
| 9.  | 〈충동〉 (B'z)                                                        | 이나바 코시                 | 마츠모토 타카히로     | 이나바 코시, 마츠모토 타카히로, 토쿠나가 아키히토 |           |
| 10. | 〈100개의 문〉 (아이우치 리나&사에구사 유카 (코러스 스파클링☆포인트)) | 아이우치 리나&사에구사 유카 | 오노 카츠오           | 후루이 히로히토                                   | 3:37      |
| 11. | 〈구름을 타고서〉 (사에구사 유카 인 데시벨)                           | 사에구사 유카               | 사에구사 유카         | 하야마 타케시                                     | 4:02      |
| 12. | 〈눈물의 예스터데이〉 (가넷 크로우)                                   | 아즈키 나나                 | 나카무라 유리         | 후루이 히로히토                                   | 4:40      |
| 13. | 〈글로리어스 마인드〉 (ZARD)                                          | 사카이 이즈미               | 오노 아이카           | 하야마 타케시                                     | 4:40      |
| 14. | 〈사랑은 어두운 곳 안에서〉 (ZARD)                                    | 사카이 이즈미               | 쿠리바야시 세이이치로 | 모리시타 시온                                     | 4:34      |

### DISC-2
| #   | 제목                                                        | 작사          | 작곡              | 편곡              | 재생 시간 |
| --- | ----------------------------------------------------------- | ------------- | ----------------- | ----------------- | --------- |
| 1.  | 〈잠든 그대의 옆 모습에 미소를〉 (사에구사 유카 인 데시벨)  | 사에구사 유카 | 오노 아이카       | 오자와 마사즈미   | 4:24      |
| 2.  | 〈잊고 피는〉 (가넷 크로우)                                 | 아즈키 나나   | 나카무라 유리     | 후루이 히로히토   | 4:59      |
| 3.  | 〈준브라이드 ~당신밖에 안 보여~〉 (사에구사 유카 인 데시벨) | 사에구사 유카 | 토쿠나가 아키히토 | 토쿠나가 아키히토 | 5:08      |
| 4.  | 〈세상을 멈추고〉 (타케이 시오리)                           | 타케이 시오리 | 오노 아이카       | 코바야시 사토루   | 4:18      |
| 5.  | 〈Thank You For Everything〉 (이와타 사유리)                | 이와타 사유리 | 코바야시 마사노리 | 카마타 신고       | 4:30      |
| 6.  | 〈슬퍼하는 만큼 그대가 좋아요〉 (ZARD)                      | 사카이 이즈미 | 오노 아이카       | 하야마 타케시     |           |
| 7.  | 〈이제 너만은 놓치지 않을 거야〉 (카미키 아야)              | 카미키 아야   | 카와모토 무네타카 | 하야마 타케시     | 4:17      |
| 8.  | 〈하얀 눈〉 (쿠라키 마이)                                   | 쿠라키 마이   | 오노 아이카       | 이케다 다이스케   |           |
| 9.  | 〈I still believe ~한숨~〉 (시즈쿠사 유미)                  | 시즈쿠사 유미 | 토쿠나가 아키히토 | 토쿠나가 아키히토 | 4:39      |
| 10. | 〈세계는 돈다고 말하지만〉 (가넷 크로우)                    | 아즈키 나나   | 나카무라 유리     | 후루이 히로히토   | 4:42      |
| 11. | 〈눈 녹은 그 강이 흐르는 것처럼〉 (사에구사 유카 인 데시벨) | 사에구사 유카 | 사에구사 유카     | 하야마 타케시     | 5:05      |